# 罗莎·卢森堡广场

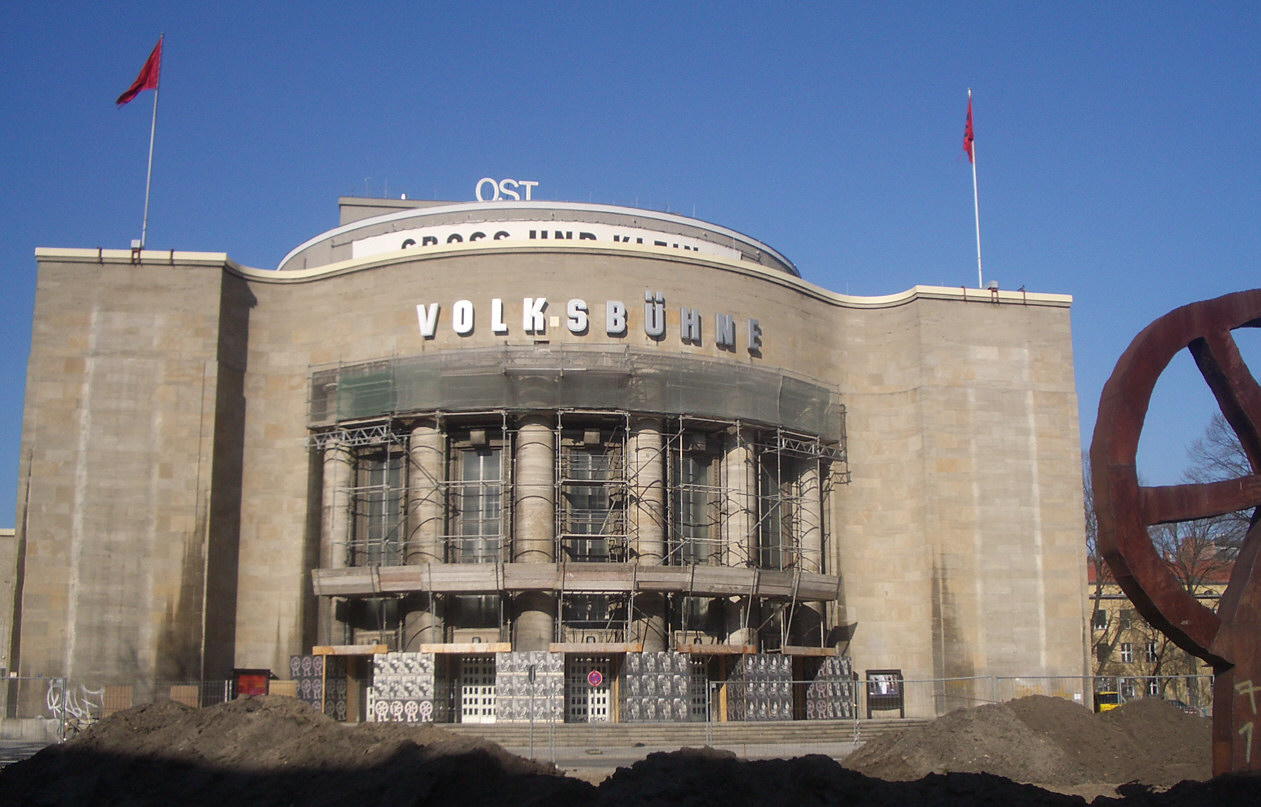
人民剧院，建于1914年

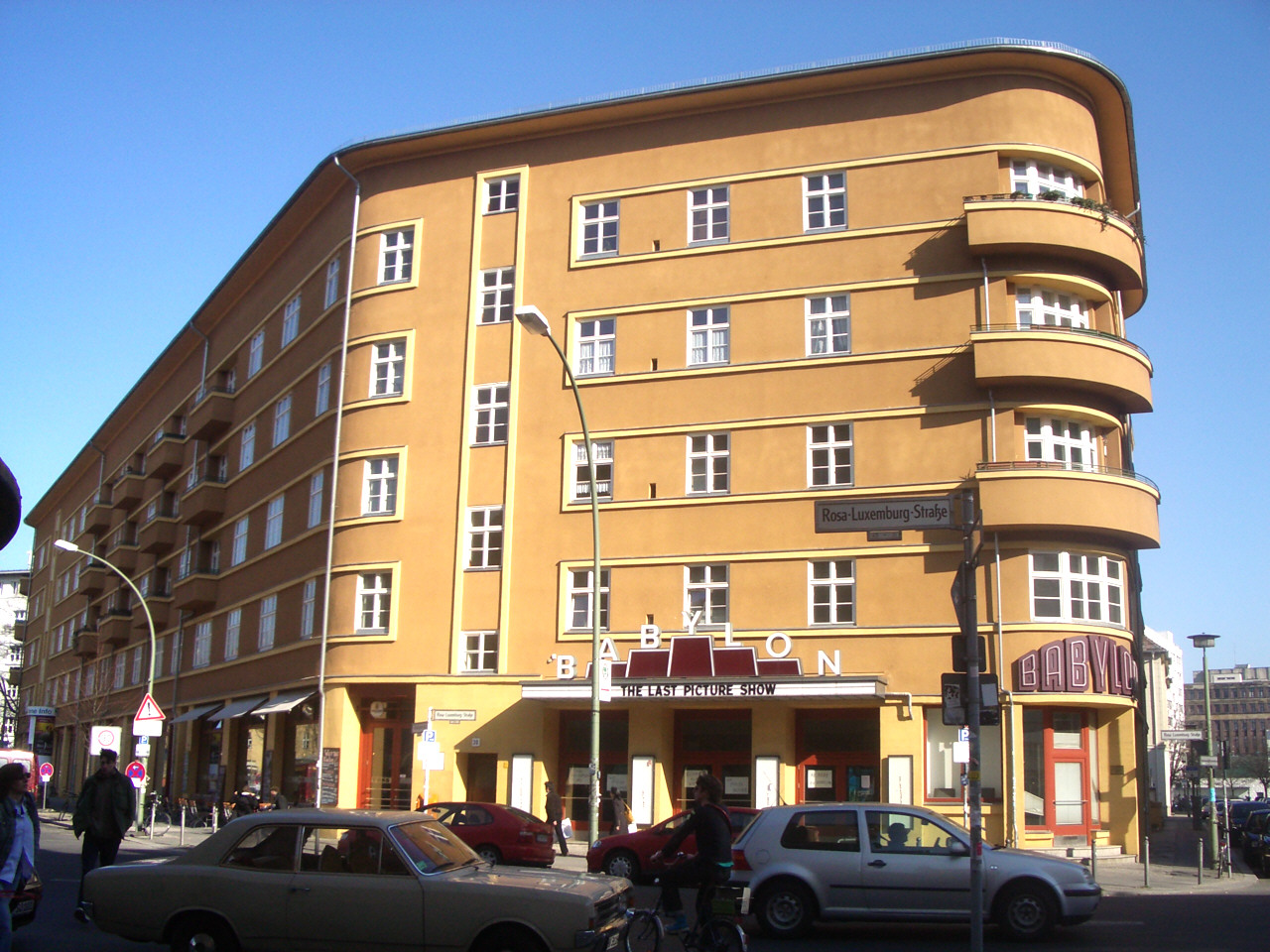
巴比伦电影院

罗莎·卢森堡广场（德語：Rosa-Luxemburg-Platz）是德国柏林米特区的一个广场。
该广场的主要建筑是人民剧场和左翼党的总部卡尔·李卜克内西大楼。1926年，德国共产党在此设立总部。
该广场曾经用名巴伯斯贝格广场（1907年—1910年）和布洛广场（1910年—1933年）。1933年，纳粹德国兴起后，以纳粹党員霍斯特·威塞尔更名为霍斯特·威塞尔广场。1945年柏林战役后，该广场属于苏联占领的东柏林，于是以德国共产党创始人卡尔·李卜克内西命名为李卜克内西广场。1947年，以另一位德国共产党创始人罗莎·卢森堡命名为卢森堡广场，1969年德国统一社会党政权又将其更名为罗莎·卢森堡广场。
这个广场是1931年两名警察保罗·安劳夫和弗兰茨·伦克被德国共产党成员杀害的双重凶杀案的发生地点。1934年，汉斯·达曼为纪念安劳夫和伦克在广场上树立了一个纪念碑。1950年，当时东德一个有权势的人物，当年的凶手之一，埃里希·梅尔克将纪念碑摧毁。